# Antonio Stradivari
Antonio Stradivari (Cremona, 1644–Cremona, 18 de diciembre de 1737) fue el más prominente lutier italiano. La forma latina de su apellido, Stradivarius, se utiliza para referirse a sus instrumentos.

## Biografía
Hijo de Alessandro Stradivari y Ana Moroni, fue aprendiz en el taller de Nicolò Amati.
Este lutier italiano, más conocido por la forma latinizada de su nombre, Stradivarius, es sin duda el más célebre constructor instrumentos de cuerda de la historia de la música. En 1682 se instaló por su cuenta en la Piazza San Domenico de Cremona, en el mismo edificio que su maestro, y pronto adquirió fama como creador de instrumentos musicales. Comenzó a mostrar originalidad y a hacer alteraciones en los modelos de violín de Amati. El arco fue mejorado, los espesores de la madera calculados más exactamente, el barniz más coloreado y la construcción del mástil mejorada.
Sus instrumentos se reconocen por la inscripción en latín: Antonius Stradivarius Cremonensis anno... («Antonio Stradivari, de Cremona, hecho en el año...»). Se considera en general que sus mejores violines fueron construidos entre 1683 y 1715, superando en calidad a los construidos entre 1725 y 1730. Después de 1730, muchos violines fueron firmados Sotto la Desciplina d'Antonio Stradivarius F. in Cremona [año], y fueron probablemente hechos por sus hijos, Omobono y Francesco.
Además de violines, Stradivari construyó arpas, guitarras, violas y violoncellos, entre mil y mil cien instrumentos en total, según estimaciones recientes, de los cuales se conservan cerca de seiscientos cincuenta.
Antonio Stradivari murió en Cremona el 18 de diciembre de 1737, y fue sepultado en esa misma ciudad.

### Maderas empleadas
Los instrumentos precisan que la tabla superior sea de madera blanda (abeto o pino) y que la tabla inferior y los laterales sean de madera dura (arce); así, los maestros violeros cremonenses, desde tiempos de los Amati y los Guarneri, obtenían el “abeto de Noruega” del bosque de Paneveggio (hacia el norte, cerca de los Alpes, ya que los inviernos fuertes producían anillos delgados y vetas regulares; dicho sea de paso, los troncos eran transportados a flote, a través de los ríos), mientras que el arce provenía de los barcos mercantiles venecianos, que la traían de Dalmacia y Turquía para fabricar los remos de los barcos de guerra (ya que los turcos estaban en eterna guerra con los venecianos, no era de extrañar que les mandaran troncos cuya dureza no era suficiente para los susodichos remos, pero precisamente estos eran los que los lauderos consideraban ideales para sus instrumentos musicales).

### Sonoridad singular
Una hipótesis sobre la calidad de los instrumentos creados por Stradivarius sugiere que el clima puede haber sido un factor importante en el extraordinario sonido que poseen. Durante las épocas de frío extremo, los anillos de crecimiento de los árboles son más angostos, están más juntos y la madera tiene mayor densidad. El «mínimo de Maunder» fue un período de frío entre 1645 y 1715 que afectó a Europa, mientras se talaba la madera que Stradivarius habría de utilizar. Así, sin dejar de lado la extraordinaria calidad del trabajo de Stradivarius, se piensa que la singularidad del timbre de estos instrumentos puede tener su origen también en el uso de madera perteneciente a un período climático especial.
Otra singularidad de los instrumentos de Antonius Stradivarius es su composición. Sus instrumentos se someten a estudio, tanto de forma, sonoridad, etc. Hoy en día es posible obtener violines de excelente calidad; sin embargo aún no se ha conseguido reproducir fielmente un violín de Stradivarius.
Cierto y sabido es que el violín debe "madurar su madera"; esto es, que la madera "esté viva", y cuanto más vieja más curtida estará (mejor aún si el instrumento se ha estado usando). De hecho, el que un instrumento antiguo suene como lo hace se debe en gran parte a su edad. De todas formas, y como se recalca, si esta fuera la fórmula para confeccionar un "instrumento perfecto", actualmente se tendría.
Todos y cada uno de los materiales, madera, pinturas, etc., que Stradivari usó pertenecen a la zona de Cremona, su lugar de origen. Cuando acababa su instrumento, el barniz con el que cubría la madera se consideraba muy importante, debido a la transpiración de la madera, etc. Este es uno de los misterios del lutier: la fórmula de su barniz. Según la cultura popular, y especialmente en América Latina, se dice que conoce la mayor parte de los componentes de su barniz "menos uno de ellos". Este tipo de historias están asociadas al mito del gran constructor cremonense. 

### Instrumentos valiosos

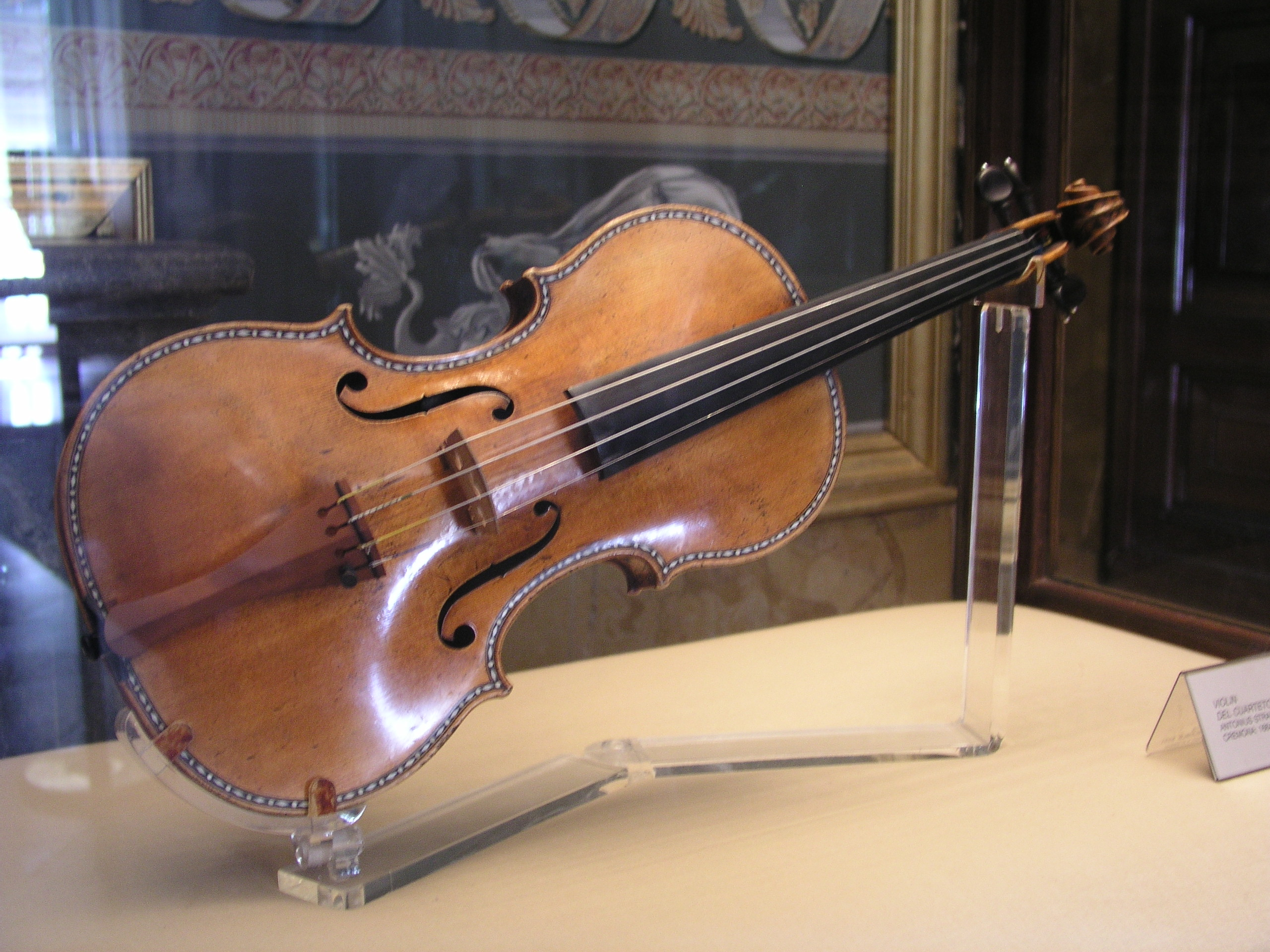
«Español II», Stradivarius en el Palacio Real de Madrid.

Sus instrumentos son reconocidos entre los más bellos creados, son de alto precio y todavía son utilizados por intérpretes profesionales. Únicamente otro lutier, Giuseppe Guarneri, inspira el mismo respeto entre los violinistas, no así entre los coleccionistas. 
El 6 de mayo de 2006 Christie's subastó un violín Stradivarius llamado "Hammer" por el precio récord de 3 544 000 dólares, la mayor suma pagada por un instrumento musical hasta entonces. Fue adquirido por teléfono por un comprador anónimo. El récord previo en una subasta por un Stradivarius estaba situado en 2 032 000 dólares, por el "Lady Tennant", en Christie's, Nueva York, en abril de 2005.
Actualmente, el récord lo tiene el violín "Vieuxtemps Guarneri", de Giuseppe Guarneri, vendido por dieciocho millones de dólares.[cita requerida]
Otros Stradivarius usados por músicos contemporáneos incluyen el "Davidoff", un violonchelo, actualmente propiedad de Yo-Yo Ma y el "Duport", violonchelo propiedad de Mstislav Rostropóvich. El violín "Soil", de 1714, propiedad del virtuoso Itzhak Perlman, está considerado entre los mejores de los Stradivarius. El "Condesa Poulignac", es utilizado por Gil Shaham.[cita requerida]

### Colecciones
Hay sólo dos colecciones de Stradivarius para el acceso público: la del Patrimonio Nacional de España (llamada Stradivarius Palatinos), que incluye dos violines, un violonchelo y una viola, exhibidos en las Salas de Música de la Real Biblioteca del Palacio Real de Madrid, y la colección de la Biblioteca del Congreso de Estados Unidos, en Washington, compuesta por tres violines, una viola y un violonchelo. La Orquesta sinfónica de Nueva Jersey tiene la mayor cantidad de Stradivarius en su sección de cuerdas, adquiridos a la colección Herbert Axelrod en 2006.
El Museo Nacional de Música de Vermillion, Dakota del Sur, tiene en su colección una de las dos guitarras conocidas de Stradivari, una de las once violas da gamba (más tarde modificada en forma de violoncelo), una mandolina y un violín.